# Bauartbezeichnung von Triebfahrzeugen
Die Bauartbezeichnung von Triebfahrzeugen ist der Überbegriff verschiedener Benennungssysteme der diversen Schienentriebfahrzeugbauarten. Am weitesten verbreitet sind die auf der Achsfolge (nach DIN: Radsatzfolge) aufbauenden Systeme. Damit können die sehr unterschiedlichen Radsatz- bzw. Achsanordnungen im Laufwerk von Lokomotiven und Triebwagen in kurzer Form alphanumerisch dargestellt werden.
Es haben sich verschiedene Systeme zur Codierung der Achsfolge herausgebildet. Zum heutigen internationalen Standard hat sich das erstmals 1908 vom VDEV (Verein Deutscher Eisenbahnverwaltungen, ab 1932 VMEV) definierte System entwickelt, das vom Internationalen Eisenbahnverband UIC im UIC-Kodex 612, ab 1. Januar 1983 im UIC-Kodex 650 festgehalten wird. Die Association of American Railroads verwendet eine Vereinfachung dieses Systems.

## VDEV/VMEV/UIC-System
Durch dieses System werden fast alle heute im Einsatz befindlichen Bauarten abgedeckt.

### Systematik und Beispiele

#### Grundsätzliche Zeichen und ihre Bedeutung

Dampflokomotive mit der Achsfolge 2’C1’

Die Anzahl und Reihenfolge der Achsen wird von vorn nach hinten angegeben. Nicht angetriebene Achsen, sogenannte Laufradsätze, werden durch arabische Ziffern bezeichnet, Triebradsätze erhalten lateinische Großbuchstaben. Daher ergibt sich:
1, 2, 3, …Anzahl der vor- und/oder nachlaufenden Laufachsen
A, B, C, …
ohne ZusatzAnzahl von gekuppelten bzw. gemeinsam angetriebenen Achsen in einem Rahmen oder Drehgestell entsprechend der Alphabet-Stelle (A=eine Achse, B=zwei Achsen, C=drei Achsen, …)
mit Zusatz o (Ao, Bo, Co, …)Anzahl von einzeln angetriebenen Achsen entsprechend der Alphabet-Stelle. Jede Achse verfügt über einen eigenen Fahrmotor.

’ein Apostroph kennzeichnet beweglich gelagerte Achsen beziehungsweise Achsgruppen von Lauf- oder Kuppelachsen.
( )wenn sich Lauf- und Kuppelachsen zusammen in einem gemeinsamen Rahmen bzw. Drehgestell separat von weiteren vorhandenen Achsgruppen befinden, werden sie in Klammern gesetzt.
+ein Pluszeichen markiert die Trennstelle in der Achsfolge zwischen einzeln verfahrbaren Teilen bei betriebsmäßig ständig zusammengehörigen Einzelfahrzeugen wie den Sektionen von Doppellokomotiven oder Einzelwagen von Triebzugeinheiten.

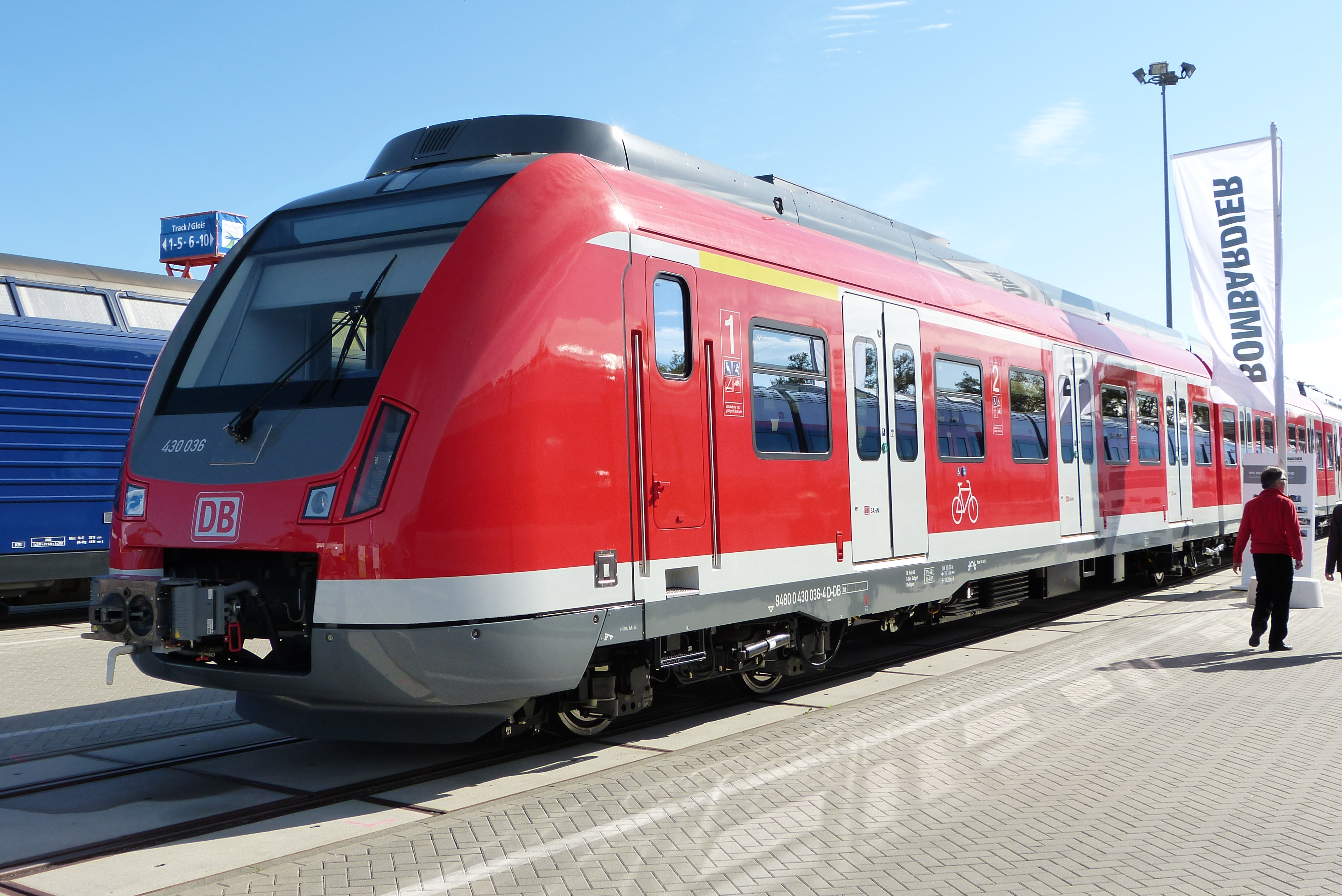
DB-Baureihe 430 mit der Achsfolge Bo’Bo’2’Bo’Bo’

Eine Dampflokomotive wie rechts abgebildet mit vorauslaufendem, zweiachsigen Drehgestell, gefolgt von drei gekuppelten Treibachsen und zum Schluss mit einer seitenbeweglich gelagerten Laufachse ist demgemäß eine 2’C1’-Lokomotive.

#### Veraltete Ergänzung

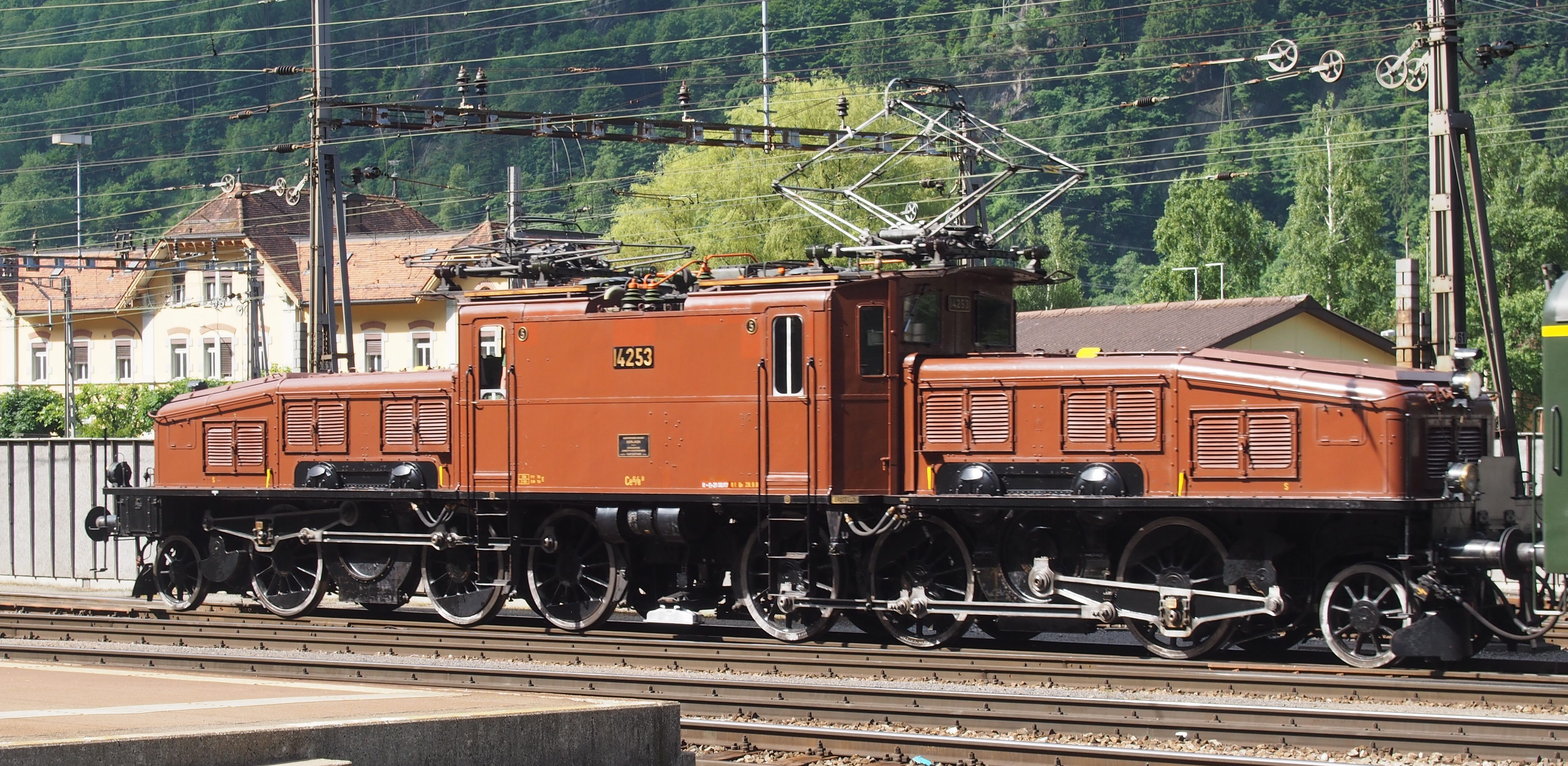
Krokodillokomotive Ce 6/8 II der SBB mit der Achsfolge (1’C)(C1’)

–ein Halbgeviertstrich wurde früher verwendet, um auf eine vorhandene Kurzkupplung zwischen den Drehgestellen hinzuweisen.
Die Krokodillokomotive Ce 6/8 II der SBB wurde früher mit 1’C–C1’ bezeichnet, um auf die Kurzkupplung zwischen den beiden Triebgestellen hinzuweisen und anzugeben, dass keine Zugkräfte durch den Lokkasten geleitet werden. Später setzte sich für diese Bauart die Bezeichnung (1’C)(C1’) durch.

#### Zusatzkommentare zu o

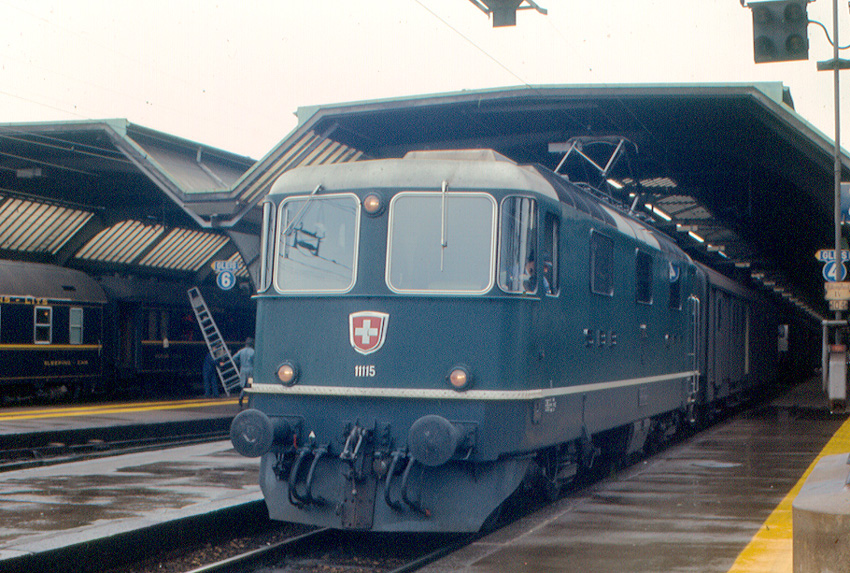
Die SBB-Lokomotiven Re 4/4 II wurden bei ihrer Inbetriebsetzung als Bo’Bo’ bezeichnet.

Nicht gekuppelte Antriebsachsen werden durch die tiefgestellte Ziffer Null (0) gekennzeichnet. Da Schreibmaschinen früher über keine Type für die Null verfügten, wurde dieses durch den Kleinbuchstaben o ersetzt, was sich auch im Sprachgebrauch durchgesetzt hat. Die meisten neueren Elektrolokomotiven verfügen über einen Einzelachsantrieb, womit eine sechsachsige Lokomotive mit zwei Drehgestellen die Achsfolge Co’Co’ hat. Diese Lokomotiven haben also
- zwei Drehgestelle (’) …
  - … mit je drei Antriebsachsen (C) …
  - … mit eigenem Antrieb (meist ein Fahrmotor, aber auch mehrere kamen vor) je Antriebsachse (0 bzw. o).

Die Aussprache nach der Norm wäre „Zeh-Null-Strich Zeh-Null-Strich“, häufig werden aber die Apostrophe weggelassen und die Null als Buchstabe O gesprochen, womit „Zeh-Oh-Strich-Zeh-Oh-Strich“ oder nur „Zeh-Oh-Zeh-Oh“ entsteht. Noch häufiger werden die einzelnen Buchstaben zu einem Wort zusammengebunden, wodurch die sehr kurze Bezeichnung „Koko“ entsteht. Alternativ spricht man von „sechsachsiger Drehgestell-Lokomotive“ oder „Sechsachser“, da Neubaulokomotiven grundsätzlich ohne Laufachsen und mit Drehgestellen ausgelegt sind.

#### Zusatzkommentare zu ’ und ()
- Manchmal werden die Apostrophe weggelassen, was jedoch zu Unklarheiten führen kann: Bei einer 2D1 ist aufgrund der konstruktiven Grenzen in der Regel davon auszugehen, dass es sich um eine 2’D1’ handelt, bei einer 1B oder auch einer 2B1 kann es sich auch um eine 1’B bzw. eine 2’B1, 2B1’ oder 2’B1’ handeln, bei der eine oder alle Laufachsen im selben Rahmen wie die beiden Antriebsachsen liegen.
- Eine Klammer für eine gemischte Gruppe aus Lauf- und Kuppelachsen kann technisch dasselbe bedeuten wie ein Apostroph für eine „reine“ Gruppe von Lauf- oder Kuppelachsen. So wurden die NOHAB-Dieselokomotiven AA16 in den Varianten Co’Co’ und (A1A)(A1A) gebaut, die sich lediglich darin unterscheiden, ob die mittlere Achse der beiden Drehgestelle angetrieben ist oder nicht.
- Andererseits können Klammern und Apostrophe auch kombiniert werden, wobei dann ein Apostroph eine bewegliche Achse innerhalb eines gemeinsamen Rahmens bezeichnet, beispielsweise (1’C)(C1’).
- Hinter einer Klammergruppe ist kein Apostroph nötig, obwohl man es häufig sieht – das vorletzte Beispiel würde somit fälschlich (1’C)’(C1’)’ geschrieben.
- Seitenverschiebbare Achsen ohne radiale Einstellbarkeit (das betrifft insbesondere die Mittelachsen von dreiachsigen Drehgestellen) und radial einstellbare Achsen in Form von freien Lenkachsen ohne zusätzliche Seitenverschiebbarkeit wie bei den Re 460 der SBB gelten als im betreffenden Rahmen bzw. Drehgestellrahmen gelagert. Letzteres wurde in der Vergangenheit nicht immer sauber eingehalten, beispielsweise nicht bei den sächsischen 1B und B1 mit Nowotny-Lenkachse.

#### Triebwagen
Triebwagen bestehen häufig aus zwar fest miteinander verbundenen, aber dennoch theoretisch trennbaren Wagen. Sind diese Einheiten im normalen Betrieb getrennt nicht sinnvoll einsetzbar, wird die Grenze zwischen zwei einzeln verfahrbaren Teilen einer Lok oder eines Triebwagens durch ein Pluszeichen kenntlich gemacht. Sind Triebwagen in einem Triebwagenzug aber auch einzeln einsetzbar, bevorzugt man häufig die Betrachtung als einzelne Fahrzeuge. Sind die Einheiten nur unter Einsatz technischer Hilfsmittel trennbar, z. B. wenn sie sich auf gemeinsame Jakobsdrehgestelle abstützen oder „schwebende“ Mittelteile besitzen, werden sie als ganzes Fahrzeug betrachtet. Die Verwendung eines Querstriches über der Achsbezeichnung des Jakobs-Drehgestelles, wie er vom UIC-Kodex 650 vorgesehen war, hat sich wegen der Schwierigkeiten beim Schreibmaschinen- oder Computersatz nicht durchgesetzt. Wenn in einem Drehgestell sowohl angetriebene als auch nicht angetriebene Achsen vorkommen, werden die Angaben mit Klammern umschlossen.
Hierzu zwei Beispiele:

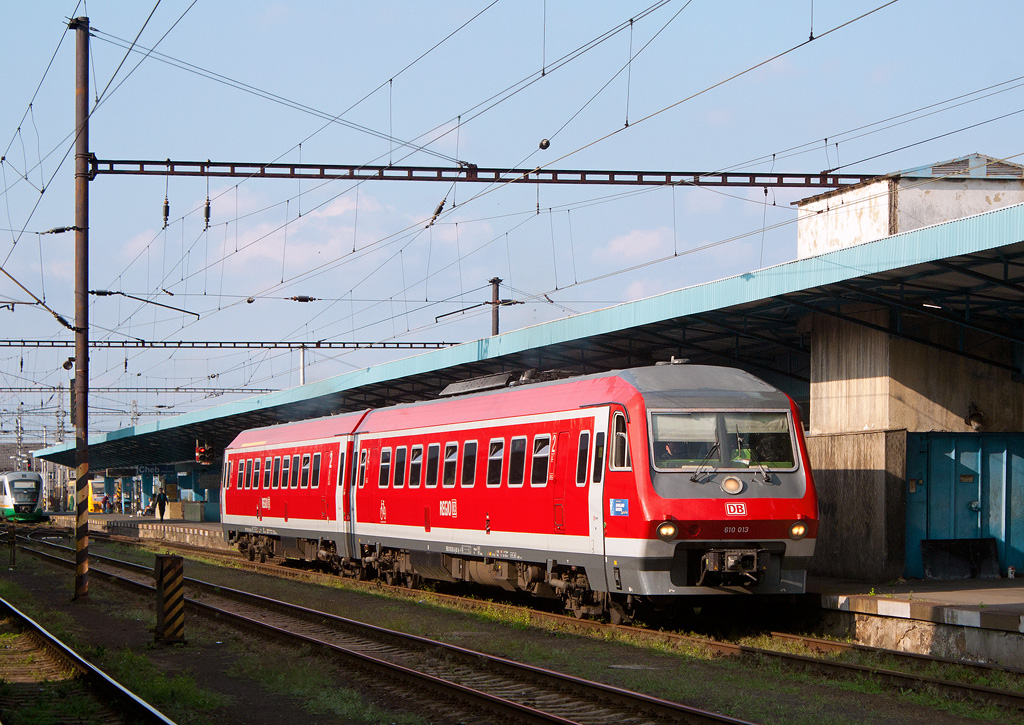
Triebzug 610 013 von DB Regio mit der Achsfolge 2’(A1)+(1A)(A1) in Cheb

- Die Achsfolge des Neigetechnik-Triebwagens Baureihe 610 ist 2’(A1)+(1A)(A1)
  - Der Triebwagen besteht aus zwei einzeln verfahrbaren, aber nicht betriebsfähigen Wagen (das Pluszeichen)
  - Im ersten Wagen gibt es ein zweiachsiges Laufdrehgestell …
  - … und ein Drehgestell mit einer Treib- und einer Laufachse.
  - Der zweite Wagen läuft auf zwei Drehgestellen mit je einer Lauf- und einer Treibachse.
- Die Reichsbahn-Schnelltriebwagen der Bauart Leipzig (137 153, 154, 233, 234) hatten je nach Antriebstechnik die Achsfolgen B’2’2’B’ oder 2’Bo’Bo’2’. Der Triebwagenzug besitzt an den äußeren Enden normale Drehgestelle, die allerdings zur Entkopplung vom Wagenkasten den Dieselmotor mit Generator bzw. Getriebe tragen, während sich die Wagenenden im Inneren jeweils auf ein gemeinsames Drehgestell abstützen, wobei sich bei hydraulischer Kraftübertragung die angetriebenen Achsen im Maschinendrehgestell befinden, während die vier Elektromotoren der Einheiten mit dieselelektrischem Antrieb wegen der besseren Massenverteilung in den Jakobsdrehgestellen saßen. Einige weitere Fahrzeugkombinationen führen allerdings zur selben Darstellung. Sie kann unter anderem auch ein Fahrzeug bezeichnen, bei dem zwischen zwei normalen Drehgestellwagen ein dritter Wagenkasten ohne eigene Achsen aufgehängt ist, wie es bei Straßenbahngelenkwagen nicht ungewöhnlich ist.

### Grenzen und Sondervarianten
Seitenverschiebbare Achsen und spezielle Anordnungen wie Krauss-Helmholtz-Gestelle lassen sich mit dem VDEV/VMEV/UIC-System nicht darstellen, auch nicht die bei modernen Triebwagenzügen oft verwendeten Jakobsdrehgestelle. Heute sind die häufigsten Achsfolgen B’B’ und C’C’ bei dieselhydraulischen Lokomotiven und Bo’Bo’ oder Co’Co’ bei elektrischen und dieselelektrischen Lokomotiven. Bei Triebwagen sind Achsfolgen mit Laufachsen häufig. Auch die NOHAB-Diesellokomotiven der ehemals dänischen Baureihe Reihe My haben eine Achsfolge mit Laufachsen (A1A)(A1A), um die Achslast der Lokomotive zu verringern.

### DIN 30052
Die Definition der Radsatzfolge nach DIN 30052 weist einige Ergänzungen und Unterschiede zu den vorangehenden Erläuterungen auf:
- Für die Kennzeichnung einzeln angetriebener Radsätze ist regulär der Kleinbuchstabe o und nicht die tiefgestellte Ziffer Null vorgesehen. Ausgenommen von der Kennzeichnung des Einzelantriebs ist der Buchstabe A. Das Kurzzeichen Ao ist also nicht vorgesehen.
- Statt des Apostrophs ist ein hochgestellter Strich vorgesehen, also beispielsweise Co'Co' statt Co’Co’.
- Befinden sich innerhalb eines Drehgestellrahmens Radsätze, die gegenüber diesem um eine senkrechte Achse drehbar sind, ist die Klammer auch für Drehgestelle zu verwenden, in denen sich nur angetriebene oder nur antriebslose Radsätze befinden. So könnte die Radsatzfolge eines Tiefladewagens mit zehn Radsätzen beispielsweise (3'2')(2'3') lauten.
- Zur Kennzeichnung eines Jakobsdrehgestells ist als Alternative zum Querstrich über dem Kurzzeichen, wie er im UIC-Kodex 650 vorgesehen war, auch die Verwendung eckiger Klammern vorgesehen. Es ergibt sich beispielsweise Bo'[2]Bo'.
- Bei mehrteiligen Fahrzeugen mit mehreren gleichen Mittelwagen können diese einmalig mit einer geschweiften Klammer zusammengefasst werden, der die Anzahl der gleichen Mittelwagen vorangestellt ist. Beispielsweise kann statt Bo'Bo'+2'2'+2'2'+Bo'Bo' alternativ Bo'Bo'+2{2'2'}+Bo'Bo' geschrieben werden.
- Das Aneinanderreihen der Kurzzeichen ohne Verbindung durch das Zeichen + oder die Kennzeichnung eines Jakobsdrehgestells ist nur innerhalb eines gemeinsamen Untergestells zulässig. Das + ist bei Fahrzeugen ohne gemeinsames Untergestell zu verwenden, auch wenn sie nur unter Einsatz technischer Hilfsmittel trennbar sind. So ergibt sich beispielsweise bei einer Krokodillokomotive mit sechs gemeinsam angetriebenen Radsätzen die Radsatzfolge C'+C' statt C’C’.

### Kennzeichnungen für Hilfsantriebe und Zahnradlokomotiven
Vereinzelt gab es Dampflokomotiven, die für einzelne Achsen zuschaltbare Hilfsantriebe hatten (so genannte Booster als Anfahrhilfe), z. B. die Pfälzische P 3.II. Solche Achsen mit Hilfsantrieb werden manchmal mit Kleinbuchstaben gekennzeichnet, Beispiel: 2’Ba’. Da sich diese Zusatzantriebe nicht durchsetzten, blieb ihre Kennzeichnung in der Achsformel weitgehend unbekannt.
Zahnradantriebe werden mit z gekennzeichnet. Entweder schreibt man für jedes Zahnrad ein z oder man zählt die Zahnräder mit Kleinbuchstaben (b = 2), allenfalls mit nachgestelltem z. Eine laufachslose Dampflokomotive mit dreifach gekuppeltem Adhäsionstriebwerk und zwei Triebzahnrädern wird demnach als Czz oder Cbz oder Cb bezeichnet.

### Zusätze zur Achsfolge für Dampflokomotiven
Für Dampflokomotiven haben sich hauptsächlich im deutschen Sprachraum einige Erweiterungen des VMEV-Systems durchgesetzt, die die Bauart einer Lokomotive näher beschreiben. Diese Zusätze werden durch Leerzeichen oder Bindestrich an die Achsfolge angehängt. Diese und ähnliche Zusätze waren zwar auch in anderen Ländern üblich, da sie sich aber an der Landessprache orientierten, konnten sie nicht allgemein gültig sein.
- Dampfart:
  - h = Heißdampf (min. ca. 100 °C über Siedepunkt)
  - t = Trockendampf – unter 100 °C über Siedepunkt überhitzter Dampf, v. a. von Karl Gölsdorf in Alt-Österreich angewandt (Clench-Gölsdorf-Dampftrockner), bis der Schmidt-Überhitzer seine Praxistauglichkeit bewiesen hatte
  - n = Nassdampf
  - die Zahl hinter der Dampfart gibt die Zylinder-Zahl an.
  - ein v hinter der Zylinderzahl kennzeichnet Verbundmaschinen
  - fl feuerlose Lokomotiven
  - k Kastenlomotive

Beispiel: 2’C1’ n4v ist eine Nassdampf-Vierzylinder-Verbundlokomotive, 1’E h3 ein Heißdampf-Drilling.
Es gibt kein Zeichen für Sattdampf, da der Dampf unmittelbar nach Entnahme durch den Dampfdom an Kontaktflächen abzukühlen und so praktisch zu Nassdampf zu werden beginnt. Es handelt sich daher nicht um eine eisenbahntypische Bezeichnung für Sattdampf.
Eine Tenderlokomotive wird durch ein angehängtes t (vor oder hinter der Dampfmaschinenbauart) gekennzeichnet (z. B. 1’C1’t h2 oder 1’C1’ h2t).
Ein möglicherweise mitgeführter Schlepptender zählt streng genommen nicht mehr zur Lokomotive. Hierfür werden jedoch oft Angaben angefügt, etwa nach dem Muster „+ 2’3 T38 Öl“, was im Klartext bedeutet: „mit Schlepptender, Achsfolge zwei Laufachsen in einem Drehgestell und drei im Tenderrahmen gelagert, Wasserkasteninhalt 38 Kubikmeter, Brennstoffbehälter für Öl“. Die Brennstoffmenge wird nicht angegeben.
Die vollständige Bezeichnung für die Lokomotiven der DR-Baureihe 02 mit Vierzylinderverbundtriebwerk und dem vierachsigen 32-Kubikmeter-Einheitstender wäre demnach „2’C1’ h4v + 2’2’ T32“, sofern sie mit ihrem Standardtender gekuppelt sind. Oftmals wurden Tender jedoch nach Bedarf kombiniert („Langlauftender“, z. B. preuß. P8 mit Wannentender der DR-Baureihe 52).

### Zusätze zur Achsfolge für Triebfahrzeuge mit Verbrennungsmotor
Für Lokomotiven und Triebwagen mit Verbrennungsmotor findet man manchmal folgende Zusatzbezeichnungen:
- Treibstoff: d = Diesel, b = Benzol
- Kraftübertragung: m = mechanisch, e = elektrisch, h = hydraulisch (hydrodynamisch)

Beispiele: A1-bm, B’B’-dh, Bo’Bo’-de
Werden Drehgestelle gemeinsam angetrieben, kann die Achsfolge unterstrichen sein. Hiervon am häufigsten: B’B’ = Zwei zweiachsige Drehgestelle, die zusammen angetrieben werden, beispielsweise durch Gelenkwellen von einem gemeinsamen Getriebe aus.

### Zusätze zur Achsfolge für elektrische Triebfahrzeuge
Kaum gebräuchlich sind die Zusatzbezeichnungen für Elektro-Triebfahrzeuge:
- Stromart: g = Gleichstrom, w = Wechselstrom, d = Drehstrom
- die Zahl hinter der Stromart gibt die Motorzahl an
- Antriebsart: k = Kurbelantrieb ohne Vorgelege, u = Kurbelantrieb mit Vorgelege (übersetzt), e = Einzelachsantrieb mit im Rahmen gelagerten Motoren, t = Tatzlagerantrieb, gf = Einzelachsantrieb mit im Drehgestell gelagerten Motoren mit gefedertem Antrieb.

Beispiele: 1’Do1’-w4e, Bo’Bo’-w4gf
Der praktische Wert dieser Zusatzangaben ist gering. Bei der Stromart ist nicht klar, ob die der Fahrleitung oder die der Motoren gemeint ist (diese Unterscheidung spielte zum Zeitpunkt, als sich das System etablierte, keine Rolle, da es kaum Umrichterfahrzeuge gab).

## Gattungszeichen
DRG und später DR verwendeten ein sogenanntes Gattungszeichen, das an der vorne unteren Seitenwand des Führerhauses angebracht war; die DB und ÖBB brachten es seit den 1950er Jahren nicht mehr an. Die Gemeinschaft der jugoslawischen Eisenbahnen JŽ verwendeten das Gattungszeichen ebenfalls, allerdings unter Entfall der Buchstaben.
Das Gattungszeichen besteht aus dem Gattungsbuchstaben (S, P, G und R), einem nachgestellten kleinen t für Tenderlokomotiven, gefolgt von einer zweistelligen Zahl, deren Ziffern einzeln zu lesen sind: als erstes die Zahl der Kuppelachsen gefolgt von der Gesamtzahl der Achsen. Hinter einem Punkt folgt in reduzierter Schrifthöhe die mittlere Achslast in Tonnen.
Ein ausgefülltes Dreieck über der Achslast besagte, dass die Lokomotive die (kleinere) Fahrzeugumgrenzung I überschritt. War über dem Dreieck ein waagerechter Strich angebracht, konnte das Fahrzeug durch Abbau von Teilen, meist des Schornsteinaufsatzes, an diese Umgrenzungslinie angepasst werden. Dreieck und Strich wurden auch von der DB nach Abschaffung der Gattungskennzeichen weiterhin angebracht.
Die Schnellzuglokomotiven der DB-Baureihe 10 mit der Achsfolge 2’C1’ h3 und 22 t Achslast trugen damit das Gattungszeichen S36.22; die DR-Schnellfahrlokomotive 18 201 S36.20; die DR-Einheitslokomotiven der Baureihe 03, S36.18.
Tenderlokomotiven erhielten nach dem Buchstaben ein kleines t; vor dem Umbau in 18 201 hatte die 61 002 also das Gattungszeichen St38.18 (Achsformel 2’C3’ h3t).
Durch das Gattungszeichen war sowohl die Eignung für einen Oberbau schnell erkennbar, als auch durch Multiplikation der ersten Ziffer mit der Achslast der Reibungsdruck und mit der zweiten Ziffer das ungefähre Gesamtgewicht des Fahrzeugs.

## Weitere Bezeichnungssysteme

### AAR-Notation
Die AAR-Notation der namensgebenden Association of American Railroads ist eine Vereinfachung der UIC-Notation, die statt der Kennzeichnung und Zusammenfassung beweglicher Achsen durch Klammern und Hochkommata den Bindestrich - und das Pluszeichen + als Verbindungszeichen verwendet. So wird etwa die Achsfolge nach UIC-Notation (1’C)(C1’) in der AAR-Notation als 1-C+C-1 geschrieben.
Die AAR-Notation ist die Norm für elektrische thermische Lokomotiven auf dem amerikanischen Kontinent (mit Ausnahme einiger argentinischer Eisenbahnunternehmen). Brasilien verwendet sowohl die AAR- als auch die UIC-Notation; normalerweise kommt ein nicht offizielles, aber allgemein übliches, auf der britischen Vereinfachung der UIC-Notation beruhendes Mischsystem zwischen AAR und UIC zur Anwendung.

### Amerikanisches Namenssystem

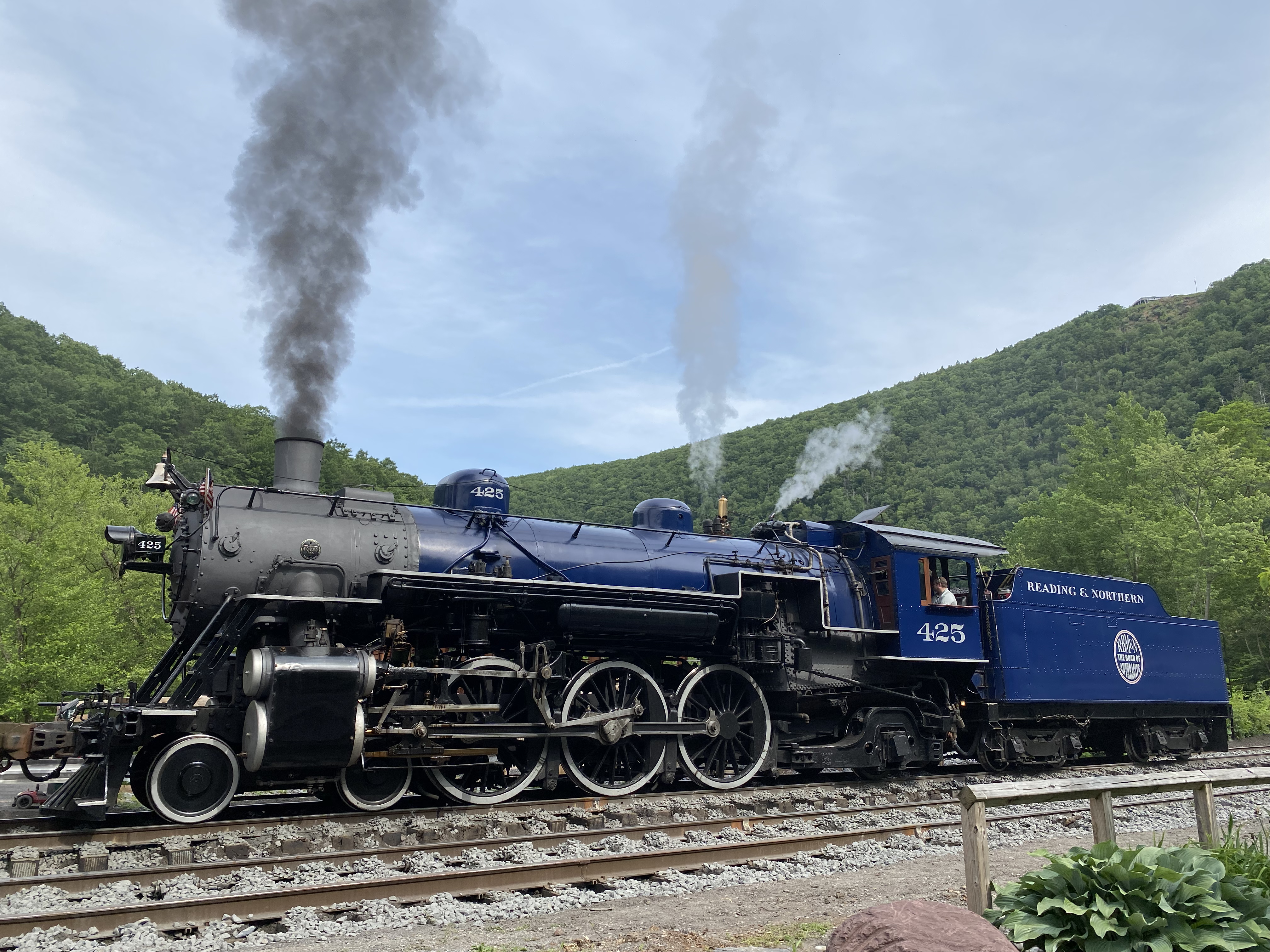
Pacific-Lokomotive, gebaut 1928 von den Baldwin Locomotive Works für die Gulf, Mobile and Northern Railroad im Südwesten der USA

Für bestimmte Achsfolgen haben sich im nordamerikanischen Eisenbahnwesen bereits im 19. Jahrhundert informelle Namen eingebürgert, deren Ursprünge je nach Achsfolge ganz unterschiedliche Hintergründe haben und die meist nicht eindeutig gesichert sind – sie sind bspw. auf die Namen von Eisenbahngesellschaften oder die ersten Einsatzgebiete zurückzuführen, oder auf die Namen einzelner früher Exemplare der jeweiligen Achsfolge. Diese Namen fanden aus Nordamerika kommend auch in Europa Verwendung, wenn auch nicht als formelles System oder offizielle Bezeichnungen. Eine Lok mit der Achsfolge 1’D wird beispielsweise als Consolidation bezeichnet. Den höchsten Bekanntheitsgrad, auch außerhalb von Eisenbahner-Kreisen, hat die Bezeichnung Pacific für die Achsfolge 2’C1’, die zum Beispiel auch im Titel Pacific 231 des Orchesterwerks von Arthur Honegger vorkommt. Weitere bekannte Bezeichnungen sind Atlantic für Lokomotiven mit der Achsfolge 2’B1 oder 2’B1’ sowie Prairie mit der Achsfolge 1’C1’, im deutschen Sprachraum manchmal auch als Prärie bezeichnet.
Laufachslose Lokomotiven werden nach der Räderzahl mit dem Zusatz switcher bezeichnet, zum Beispiel Six wheel switcher für eine Lokomotive mit der Achsfolge C. Lokomotiven ohne Vorlaufachsen, die über eine Schleppachse oder Nachlaufachse verfügen und somit die Achsfolge B1’, C1’ und so weiter haben, erhalten die Bezeichnungen Four coupled and trailer, Six coupled and trailer und so weiter. Die Achsfolgen B2’, C2’ und andere ähnliche Achsfolgen mit Schleppdrehgestell heißen Forney four coupled, Forney six coupled und so weiter.
Im Laufe der Zeit wurde das System immer unübersichtlicher, und man ging zur Whyte-Notation über. Einige Namen wie Soviet für die sowjetische 2’G2’-Lokomotive oder Adriatic für die österreichischen 1’C2’ sind Nachschöpfungen, da diese Achsfolgen in Nordamerika nie vorhanden waren.

### Whyte-Notation

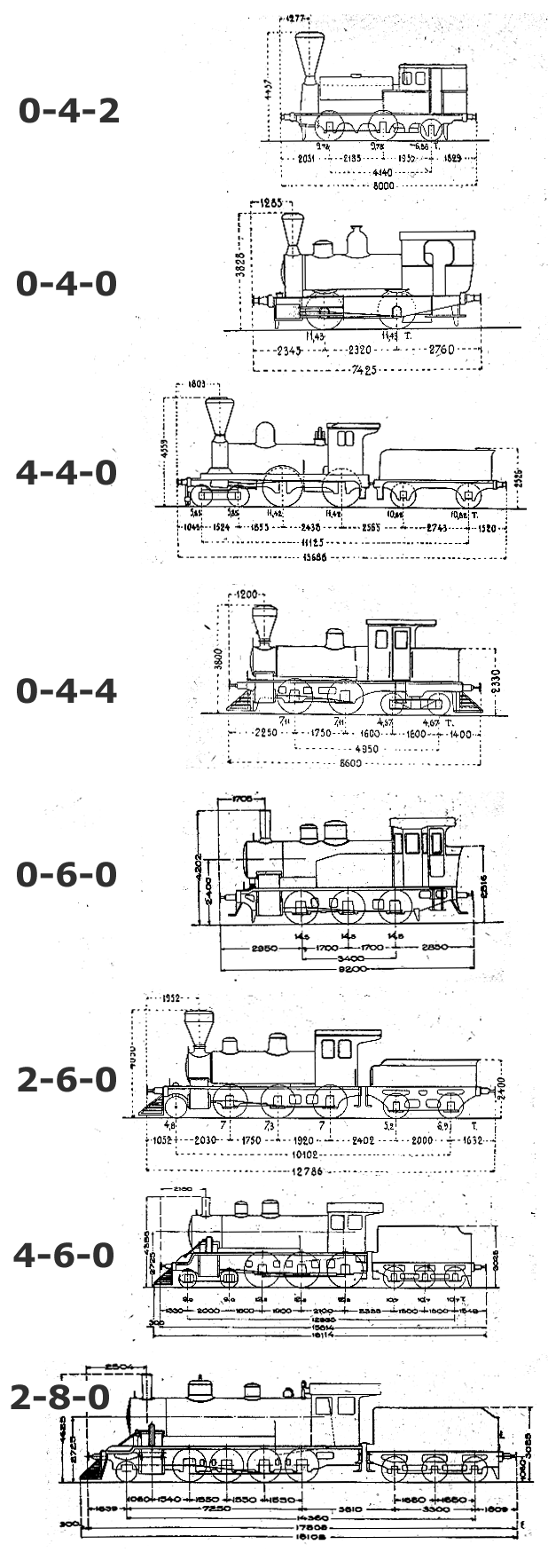
Bezeichnungsbeispiele nach der Whyte-Notation

Die nicht nur in den USA und Großbritannien, sondern auch allgemein im englischen und im gesamten spanischen Sprachraum sowie in Kanada und Brasilien gebräuchliche Whyte-Notation (nach dem Ingenieur Frederick Methvan Whyte der New York Central Railroad) zählt bei einer Lokomotive die aufeinanderfolgenden Laufräder und Treibräder (nicht die Achsen!) unterschiedslos mit arabischen Ziffern in der Reihenfolge von vorn nach hinten mit Trennstrichen zwischen den Radsatzgruppen.
Die 1900 vorgeschlagene Whyte-Notation wird nur für Dampflokomotiven angewendet.
Beispiele:
- Eine Dampflokomotive nach der UIC-Achsfolge 2’D1’ h2 wäre nach dem Whyte-System eine 4-8-2 (Schema: ooOOOOo)
- Eine (1’D)D2’ h4-Mallet-Lok ist eine 2-8-8-4 (Schema: oOOOO OOOOoo) nach Whyte

Das Whyte-System berücksichtigt, dass bei Dampflokomotiven vor und hinter den Treibrädern noch Laufräder vorhanden sein können. Falls dies nicht gegeben ist, wird hier eine „0“ gesetzt. Eine Dampflokomotive nach der UIC-Schreibweise 2’C wäre nach dem Whyte-System eine 4-6-0, einer E entspricht 0-10-0.
Im sehr ungewöhnlichen Fall, dass die Treibachsen einer Dampflokomotive einzeln angetrieben werden, setzt man eine zusätzliche, mit Trennstrichen versehene Ziffer ein. So sind die 1AA Maschinen des Ingenieurs Francis Webb bei der London and North Western Railway, wie beispielsweise die LNWR-Klasse Dreadnought, als 2-2-2-0 zu bezeichnen. Später kamen mit der Baureihe Greater Britain auch noch 2-2-2-2 (= 1AA1) Lokomotiven hinzu.
Bei Garratt-Lokomotiven hat man das System auf beide Triebwerksgruppen getrennt angewandt und sie durch ein + verbunden. Die bekannte Klasse GMA/GMAM der südafrikanischen SAR trägt nach UIC die Bezeichnung (2’D1’)(1’D2’), die Whyte-Notation lautete 4-8-2 + 2-8-4 (Schema: ooOOOOo oOOOOoo).

### Französisches System
Das französische Achsformel-System ist ähnlich wie das englisch-amerikanische (Whyte), zählt jedoch die Achsen anstatt der Räder und verwendet keine Trennstriche. Eine 2’D1’-Lokomotive wäre nach dem französischen System eine „241“. Nach diesem System hat die SNCF auch ihre Dampflokomotivbaureihen bezeichnet, z. B. 221 A oder 240 P. Das französische System ist auch in Spanien und Russland gebräuchlich, in Spanien ebenfalls als Teil der Reihenbezeichnung von Dampflokomotiven.

### Schweizer System
Das Schweizer System, das bis 1924 auch in Bayern verwendet wurde, beruht auf dem Kupplungsverhältnis. Dabei handelt es sich nicht um ein System zur Beschreibung der Achsfolge. Es wird nur in Form eines Bruches das Verhältnis der angetriebenen Achsen zur Gesamt-Achszahl angegeben. Eine 3/6-gekuppelte Lokomotive könnte eine 2’C1’ oder eine 1’C2’ oder theoretisch jede beliebige sechsachsige Lok mit drei Treibachsen sein.
In Bayern und der Schweiz wurde das Kupplungsverhältnis als Bestandteil der Baureihenbezeichnung verwendet. Die bayerische S 3/6 war eine Schnellzuglok mit der Achsfolge 2’C1’, bei der schweizerischen Ce 6/8 II handelte es sich um das berühmte Schweizer Krokodil mit der Achsfolge (1’C)(C1’).

### Türkisches System
Das türkische Achsformelsystem besteht aus zwei ein- oder zweistelligen Zahlen, wobei die erste Zahl die Anzahl der Treibachsen, die zweite Zahl die Gesamtachsenanzahl angibt. Wie in Frankreich wird auch in der Türkei die Klassifizierungsnummer als Baureihenbezeichnung verwendet. So ist eine 2’D1’-Lokomotive nach französischem System eine „241“ und nach Whyte-System eine „4-8-2“, nach türkischem System eine „47“. Das System gibt keine Auskunft über die genaue Achsfolge. Eine „46“ kann bspw. eine 2’D-Lokomotive oder eine 1’D1’-Lokomotive sein.

## Gegenüberstellung der Systeme
| VDEV/VMEV/UIC-System | Whyte-Notation | Amerikanischer Name                           | Bildschema      |
| -------------------- | -------------- | --------------------------------------------- | --------------- |
| A1                   | 0-2-2          | Northumbrian                                  | Oo              |
| 1A                   | 2-2-0          | Planet                                        | oO              |
| 1A1                  | 2-2-2          | Patentee                                      | oOo             |
| 2’A                  | 4-2-0          | Jervis, Crampton, Norris                      | ooO             |
| 3A                   | 6-2-0          | Crampton                                      | oooO            |
| B                    | 0-4-0          | Four-Wheel-Switcher                           | OO              |
| B1                   | 0-4-2          |                                               | OOo             |
| B2 (B2’)             | 0-4-4          |                                               | OOoo            |
| 1’B (1B)             | 2-4-0          | Porter, Hanscom, Old English                  | oOO             |
| 1’B1’                | 2-4-2          | Columbian                                     | oOOo            |
| 2’B                  | 4-4-0          | American, Eight-Wheeler                       | ooOO            |
| 2’B1’                | 4-4-2          | Atlantic                                      | ooOOo           |
| 2’B2’                | 4-4-4          | Jubilee, Reading                              | ooOOoo          |
| C                    | 0-6-0          | Six-Wheel-Switcher, Six-coupled               | OOO             |
| C1                   | 0-6-2          |                                               | OOOo            |
| 1’C                  | 2-6-0          | Mogul                                         | oOOO            |
| 2’C                  | 4-6-0          | Ten-Wheeler                                   | ooOOO           |
| 1’C1’                | 2-6-2          | Prairie                                       | oOOOo           |
| 2’C1’                | 4-6-2          | Pacific                                       | ooOOOo          |
| 1’C2’                | 2-6-4          | Adriatic                                      | oOOOoo          |
| 2’C2’                | 4-6-4          | Hudson, Baltic                                | ooOOOoo         |
| D                    | 0-8-0          | Eight-Wheel-Switcher                          | OOOO            |
| 1’D                  | 2-8-0          | Consolidation                                 | oOOOO           |
| 1’D1’                | 2-8-2          | Mikado, Mac Arthur                            | oOOOOo          |
| 1’D2’                | 2-8-4          | Berkshire                                     | oOOOOoo         |
| 2’D                  | 4-8-0          | Mastodon, Twelve-Wheeler                      | ooOOOO          |
| 2’D1’                | 4-8-2          | Mountain, Mohawk (NYC)                        | ooOOOOo         |
| 2’D2’                | 4-8-4          | Northern, Niagara (NYC), Pocono (DL&W)        | ooOOOOoo        |
| E                    | 0-10-0         | Ten-Wheel Switcher                            | OOOOO           |
| E1’                  | 0-10-2         | Union                                         | OOOOOo          |
| 1’E                  | 2-10-0         | Decapod                                       | oOOOOO          |
| 2’E                  | 4-10-0         | Mastodon, El Gobernador                       | ooOOOOO         |
| 1’E1’                | 2-10-2         | Santa Fe                                      | oOOOOOo         |
| 1’E2’                | 2-10-4         | Texas                                         | oOOOOOoo        |
| 2’E1’                | 4-10-2         | Texas, Southern Pacific, Overland             | ooOOOOOo        |
| 1’F                  | 2-12-0         | Centipede                                     | oOOOOOO         |
| 1’F1’                | 2-12-2         | Javanic                                       | oOOOOOOo        |
| 2’F1’                | 4-12-2         | Union Pacific                                 | ooOOOOOOo       |
| C’C                  | 0-6-6-0        | Erie (Gelenklok)                              | OOO OOO         |
| (1’C)C               | 2-6-6-0        | namenlos (Gelenklok)                          | oOOO OOO        |
| (1’C)C1’             | 2-6-6-2        | Gelenk Mogul (SP), Prairie Articulated (ATSF) | oOOO OOOo       |
| (1’C)C2’             | 2-6-6-4        | namenlos (Gelenklok)                          | oOOO OOOoo      |
| (2’C)C2’             | 4-6-6-4        | Challenger (Gelenklok)                        | ooOOO OOOoo     |
| (1’C)C3’             | 2-6-6-6        | Allegheny (Gelenklok)                         | oOOO OOOooo     |
| D’D                  | 0-8-8-0        | namenlos (Gelenklok)                          | OOOO OOOO       |
| (1’D)D1’             | 2-8-8-2        | Chesapeake (Gelenklok)                        | oOOOO OOOOo     |
| (1’D)D2’             | 2-8-8-4        | Yellowstone (Gelenklok)                       | oOOOO OOOOoo    |
| (2’D)D2’             | 4-8-8-4        | Big Boy (Gelenklok)                           | ooOOOO OOOOoo   |
| (1’E)E1’             | 2-10-10-2      | Virginian (Gelenklok)                         | oOOOOO OOOOOo   |
| (2’C1’)(1’C2’)       | 4-6-2 + 2-6-4  | Double Pacific (Garratt)                      | ooOOOo oOOOoo   |
| (2’D1’)(1’D2’)       | 4-8-2 + 2-8-4  | Double Mountain (Garratt)                     | ooOOOOo oOOOOoo |